# Cimitir

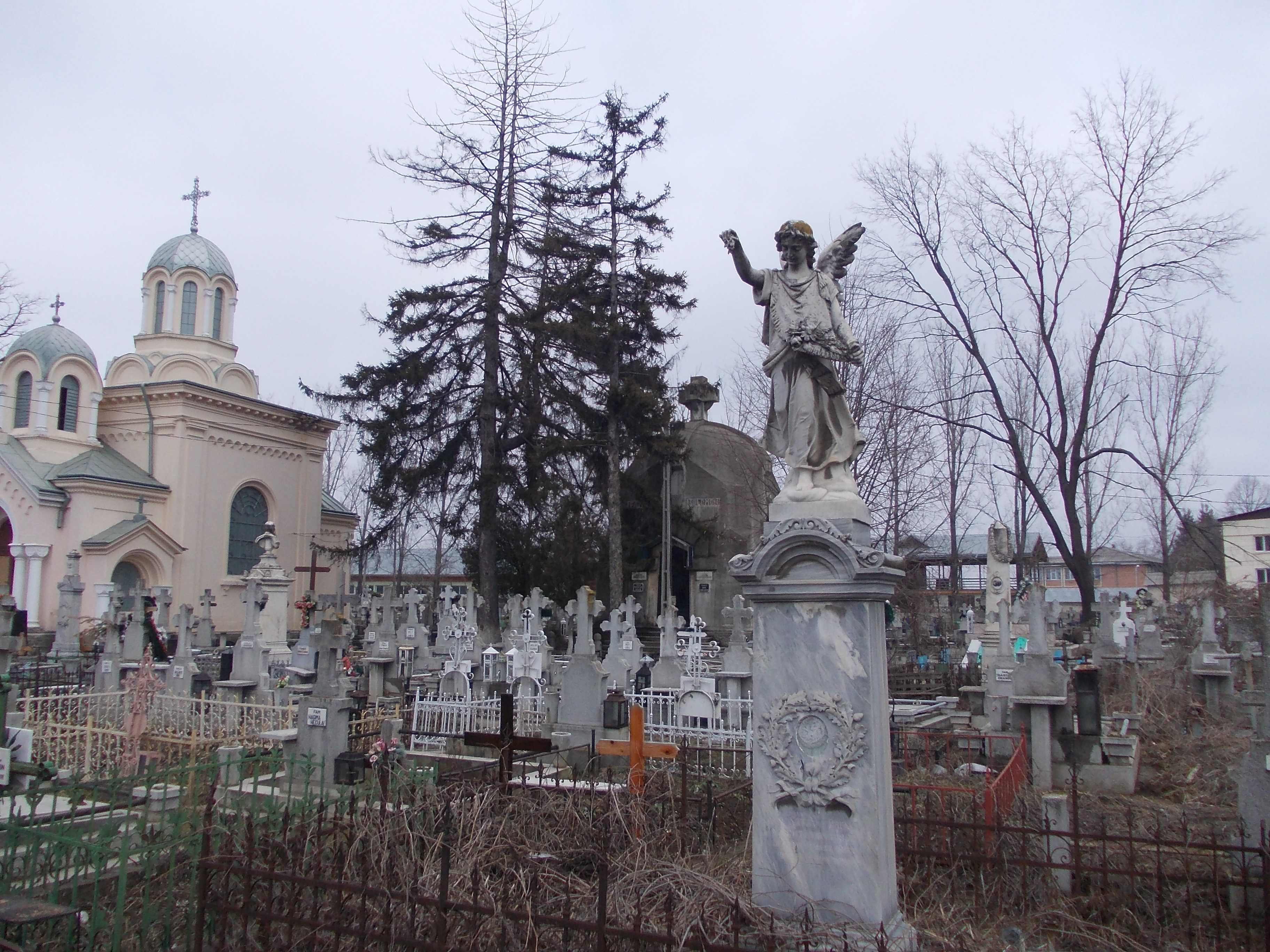
Imagine dintr-un cimitir creștin

Un cimitir este locul unde corpurile celor decedați sunt înmormântate, în aproape toate cazurile în cadrul unui ritual religios. Termenul de cimitir provine din grecescul κοιμητήριον. Cimitirul este de asemenea un loc unde familia, rudele și prietenii îi comemorează pe cei decedați. 
În țările creștine, cimitirele erau așezate de obicei în jurul bisericii. 
Pentru desfășurarea ceremoniei de înmormântare, în multe cimitire sunt construite capele, unde se desfășoară marea parte a comemorări în cinstea persoanei decedate. Cimitirele din orașe mari au uneori și un crematoriu.
Mormântul și locul de cult sunt în general cele mai vechi dovezi ale civilizației umane. Deja primii oameni ai epocii de piatră își înmormântau morții. Pentru epoca pietrei lustruite sunt reprezentative mormintele megalitice. 
Cel mai mare cimitir din lume, numit Wadi al-Salam, se află în Najaf, în Irak, având aproximativ cinci milioane de morminte.